# Sound
Sound – osada w Anglii, w hrabstwie ceremonialnym Cheshire, w dystrykcie (unitary authority) Cheshire East. Leży 29 km na południowy wschód od miasta Chester i 238 km na północny zachód od Londynu. Miejscowość liczy 233 mieszkańców i 88 domostw (2004).